# غزو ألمانيا للنرويج

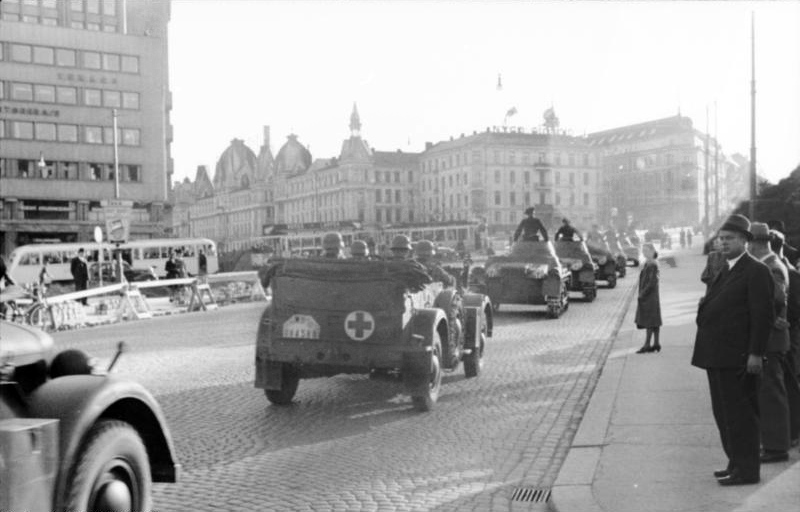
قوات ألمانية تدخل العاصمة النرويجية أوسلو في شهر مايو من عام 1940. في الخلفية يظهر مجمع فيكتوريا والذي أصبح فيما بعد مقر للغيستابو.

بدأ الاحتلال الألماني للنرويج خلال الحرب العالمية الثانية بتاريخ 9 أبريل عام 1940، بعد قيام القوات الألمانية باجتياح هذا البلد الإسكندنافي المحايد تحت مسمى عملية فيزروبونغ وذلك كإجراء وقائي ضد أي غزو بريطاني-فرنسي من شأنه أن يُضرب حصار على ألمانيا بالإضافة إلى تأمين خام الحديد الذي تقوم ألمانيا بإستيراده من السويد. انتهت المقاومة النرويجية ضد الغزو الألماني في 10 يونيو 1940 بعد 62 يوماً من القتال وقد فرّت حكومة النرويج مع الملك النرويجي هاكون السابع بعد ذلك إلى المنفى والتي اتخذت من لندن مقراً لها حيث كانت القيادة الألمانية ترغب في القبض على الملك والوزراء لإجبارهم على الإستسلام مما أدى للسيطرة الألمانية الكاملة على النرويج. تولّت خلالها مفوضية الرايخ النرويجي إدارة شؤون البلاد والحكم المدني فعلياً بالتعاون مع الحكومة العميلة لألمانيا النازية حتى استسلام القوات الألمانية في 8 مايو 1945. خضعت النرويج لاحتلال الفيرماخت بصورة مستمرة حيث تولت مفوضية النرويج الحكم المدني عمليًا (مفوضية الرايخ في النرويج)، وعملت بالتعاون مع حكومة دمية موالية للألمان، دُعيَت نظام كفيشلينغ. يُشار إلى هذه الفترة من الاحتلال العسكري في النرويج باسم «سنوات الحرب» أو «فترة الاحتلال».

## الخلفية
بعد أن حافظت النرويج على حيادها خلال الحرب العالمية الأولى (1914-1918)، تأثرت سياستها الخارجية والعسكرية منذ عام 1933 إلى حد كبير بثلاثة عوامل:
- التقشف المالي الذي روجت له الأحزاب المحافظة.
- السلامية التي روج لها حزب العمال النرويجي.
- مبدأ الحياد، على افتراض أنه لن تكون هناك حاجة لإدخال النرويج في الحرب إذا بقيت محايدة.

واجهت هذه العوامل الثلاثة مقاومة مع تزايد التوترات في أوروبا في ثلاثينيات القرن العشرين، وجاءت المقاومة في البداية من موظفي الجيش النرويجي والمجموعات السياسية اليمينية، وأيضًا من الأفراد داخل المؤسسة السياسية السائدة بصورة متزايدة، وظهرت من ذلك الحين من قبل العاهل، الملك هوكون السابع، وراء الكواليس. بحلول أواخر ثلاثينيات القرن العشرين، قبل برلمان النرويج الحاجة لتعزيز الجيش وتوسيع الميزانية وفقًا لها، وذلك عبر التعاقد على التزامات وطنية. كما تبين لاحقًا، لم تنتهِ معظم الخطط التي أتاحها توسيع الميزانية في الوقت المناسب.

### علاقات ما قبل الحرب مع بريطانيا
على من الرغم من بقاء الحياد في مقدمة أولوياتها، وحتى غدا الغزو أمرًا واقعًا، كان من المعروف في أنحاء الحكومة أن النرويج، قبل كل شيء، لم ترغب بخوض حرب مع بريطانيا. في 28 أبريل 1939، عرضت ألمانيا النازية على النرويج وعدة دول إسكندنافية أخرى معاهدات عدم اعتداء. ولكن للحفاظ على الحياد، رفضت النرويج هذه المعاهدة إلى جانب كل من السويد وفنلندا. بحلول خريف عام 1939، ونظرًا لخط النرويج الساحلي الطويل المواجه لمسارات الوصول إلى بحر الشمال وشمال المحيط الأطلسي، نما شعور متزايد بضرورة استعدادها، ليس فقط لحماية حيادها بل للدفاع عن حريتها واستقلالها فعليًا. كُثِّفت الجهود المبذولة لتحسين جاهزية الجيش وقدرته، والحفاظ على الحصار البحري الممتد بين سبتمبر 1939 وأبريل 1940. وضعت العديد من الحوادث في المياه البحرية النرويجية، ولاسيما حادثة ألتمارك في يوسينغفيورد، ضغوطًا عظيمة على قدرة النرويج على تأكيد حيادها. تمكنت النرويج من التفاوض على معاهدات فائض التجارة مع كل من المملكة المتحدة وألمانيا تحت هذه الظروف، ولكن تبين تمامًا أن كلي البلدين كانت لهما مصلحة إستراتيجية في منع وصول القوى المحاربة الأخرى إلى النرويج وسواحلها.
خضعت الحكومة أيضًا لضغوطات متزايدة من بريطانيا كي توجه أقسام أكبر من أسطولها التجاري الضخم لنقل البضائع البريطانية بأسعار منخفضة، بالإضافة إلى الانضمام للحصار التجاري ضد ألمانيا. في شهري مارس وأبريل من عام 1940، وبحجة العدوان الألماني، جهزت بريطانيا خططها لاحتلال النرويج، وكان هدفها الرئيسي الوصول لمناجم الحديد الخام السويدية في ياليفاره وتدميرها. كان من المأمول أن يؤدي هذا الأمر إلى صرف القوات الألمانية بعيدًا عن فرنسا، وفتح جبهة حرب في جنوب السويد.
جرى الاتفاق على زرع الألغام في المياه النرويجية (عملية ويلفريد) وأن يتبع هذه العملية إنزال القوات في أربعة موانئ نرويجية: نارفيك وتروندهايم وبرغن وستافانغر. كان من المأمول أن يثير زرع الألغام غضب ألمانيا، ما سيوجب ردًا فوريًا من الحلفاء. ولكن، نظرًا للجدالات بين إنجلترا وفرنسا، تأجل موعد زرع الألغام من 5 أبريل إلى 8 أبريل. كانت نتائج التأجيل كارثية. في الأول من أبريل، أمر الفوهرر الألماني أدولف هتلر ببدء الغزو الألماني للنرويج في 9 أبريل، وبالتالي، في اليوم السابق، أي 8 أبريل، كانت الحكومة النرويجية منشغلة باحتجاجات جادة حول زرع الألغام البريطانية، في حين كانت الحملات الألمانية تتعبأ بالفعل.

## الاحتلال

### العواقب الاقتصادية

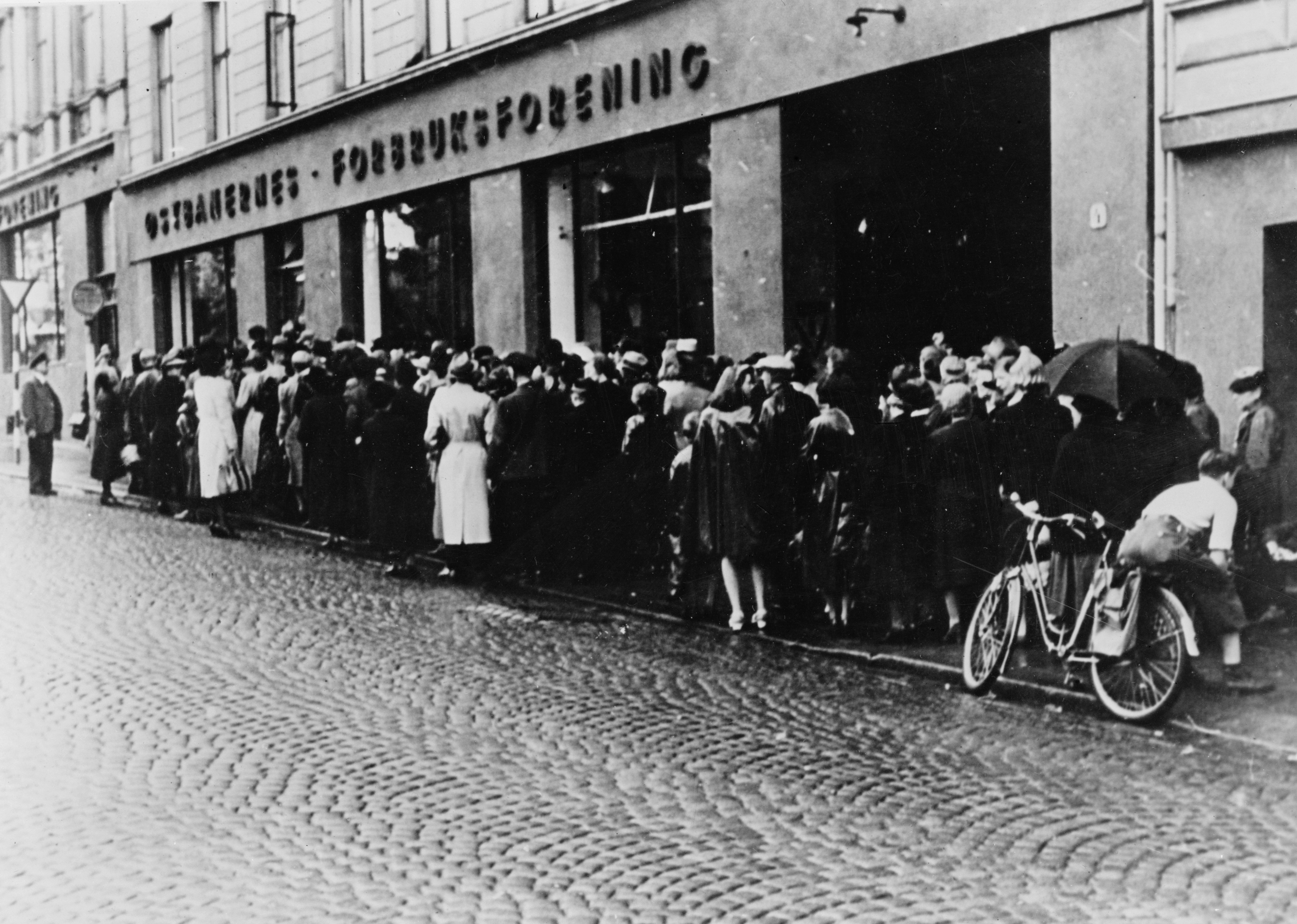
مثال على ما عاناه النرويجيون خلال الاحتلال الألماني من شح في سلع الغذاء الأساسية حيث تظهر الصورة أحد طوابير المعونات الغذائية في أوسلو عام 1942.

كانت العواقب الاقتصادية للاحتلال الألماني للنرويج شديدة. إذ خسرت النرويج كل شركائها التجاريين الرئيسيين لحظة احتلالها. أصبحت ألمانيا شريكها التجاري الرئيسي، ولكنها لم تستطع تعويض أعمال الاستيراد والتصدير المفقودة. في حين بقيت السعة الإنتاجية سليمة إلى حد كبير، صادرت السلطات الألمانية قسمًا كبيرًا من الإنتاج. ترك هذا الأمر للنرويج نسبة 43% من إنتاجها متاحًا بحرية.
إلى جانب حدوث انخفاض عام في الإنتاجية، واجه النرويجيون بسرعة شح السلع الأساسية، ومنها الغذاء. كان هناك خطر حقيقي لحدوث مجاعة. بدأ العديد من النرويجيين، إن لم يكن معظمهم، بزراعة محاصيلهم ورعاية مواشيهم الخاصة. تقاسم السكان حدائق المدينة، وزرعوا البطاطا والملفوف وغيرها من الخضار المغذية. ربى الناس الخنازير والأرانب والدجاج وغيرها من الدواجن في منازلهم وملحقاتها. وأصبح صيد الأسماك والاصطياد أوسع انتشارًا. أتاحت الأسواق الرمادية والسوداء تدفق السلع. تعلم النرويجيون أيضًا استخدام المنتجات البديلة لمجموعة متنوعة من الأغراض، بدءًا من الوقود وصولًا للقهوة والشاي والتبغ.

### الهولوكوست وتهجير اليهود

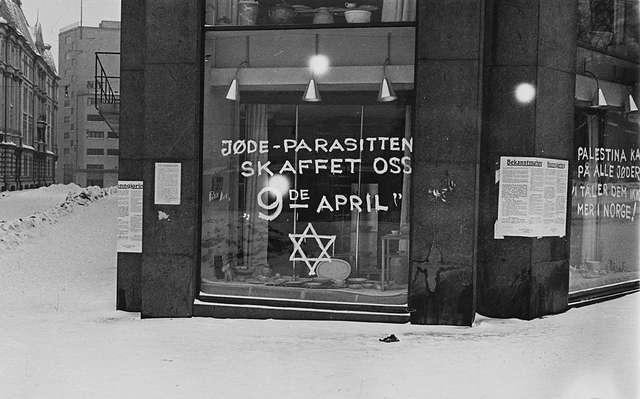
شعارات معادية للسامية على إحدى نوافذ المحلات التجارية في أوسلو عام 1941.

في بداية الاحتلال، تواجد نحو 2,173 يهودي على الأقل في النرويج. اعتُقِل وسُجن ورُحِّل على الأقل نحو 775 منهم. وأُرسِل 742 يهودي إلى معسكرات الاعتقال النازية، توفي 23 منهم نتيجة الإعدام خارج نطاق القضاء والقتل والانتحار أثناء الحرب، لتصل حصيلة النرويجيين اليهود القتلى إلى 765 شخصًا على الأقل، بما في ذلك 230 أسرة كاملة. بالإضافة للقلة الذين نجوا من معسكرات الاعتقال، نجا البعض الآخر عبر الفرار من البلاد، إلى السويد غالبًا، وفر بعضهم إلى المملكة المتحدة.

### القبول والتواطئ
من بين النرويجيين الذين دعموا حزب التجمع الوطني، كانت قلة نسبية منهم متواطئين نشطين مع قوات الاحتلال. وكان أكثرهم شهرة هنري أوليفر رينان، قائد الزونديرابتيلونغ لولا (المعروف محليًا بـ«عصابة رينان»)، وهو مجموعة من المخبرين الذين تسللوا إلى المقاومة النرويجية، وبالتالي تمكنوا من القبض على العديد من أعضائها وقتلهم.
كانت شرطة الولاية ضمن المتعاونين (ستابو)، وهي قوة شرطة تعمل باستقلال عن الشرطة العادية. كانت شرطة الولاية مرتبطة ارتباطًا وثيقًا بنظام كفيشلينغ وتتلقى أوامره مباشرة من شرطة الأمن الألمانية.
كانت هايردن قوة شبه عسكرية يتبع أعضاؤها للحزب الحاكم. تمتعت هايردن بتفويض واسع شمل استخدام العنف.
علاوة على ذلك، تطوع نحو 15,000 نرويجي لأداء الواجب القتالي في صفوف النازية، أُرسِل 6,000 فرد للعمل كجزء من مجموعات جيرمانك إس إس، أغلبهم إلى الجبهة الشرقية.

### القوات النرويجية المنفية
هرب نحو 80,000 مواطن نرويجي من البلاد أثناء مجريات الحرب، بعيدًا عن القوى السياسية والعسكرية، تضمن الهاربون مثقفين أمثال سيغريد أوندست. بما أن البرلمان النرويجي واصل عمله في المنفى في بريطانيا، تطوع العديد من الهاربين في المنفى في قوات الحلفاء العسكرية، مشكّلين أغلب الأحيان وحداتهم النرويجية الخاصة وفقًا لقانون قوات الحلفاء. بحلول نهاية الحرب، تضمنت هذه الوحدات ما يقارب 28,000 مجندًا ومجندة.